# 12 historias
12 Historias es el nombre del cuarto álbum de estudio del cantautor puertorriqueño Tommy Torres. Fue lanzado al mercado por Warner Music el 2 de octubre de 2012.

## Lista de canciones
Todas las canciones escritas y compuestas por Tommy Torres. 
| Estar de moda no está de moda |                                                                             |              |          |  |
| N.º                           | Título                                                                      | Escritor(es) | Duración |  |
| 1.                            | «El abrigo (Con la participación de Juanes, Ricky Martin y Alejandro Sanz)» | Tommy Torres | 4:22     |  |
| 2.                            | «Un día más»                                                                | Tommy Torres | 3:41     |  |
| 3.                            | «11:11»                                                                     | Tommy Torres | 3:35     |  |
| 4.                            | «Amelia»                                                                    | Tommy Torres | 4:47     |  |
| 5.                            | «Mientras tanto (Con la participación de Ricardo Arjona)»                   | Tommy Torres | 5:30     |  |
| 6.                            | «Querido Tommy»                                                             | Tommy Torres | 5:00     |  |
| 7.                            | «Sin ti (Feat. Nelly Furtado)»                                              | Tommy Torres | 3:11     |  |
| 8.                            | «El río (Con la participación de Ednita Nazario)»                           | Tommy Torres | 3:26     |  |
| 9.                            | «Yo no se»                                                                  | Tommy Torres | 3:13     |  |
| 10.                           | «El barco que se hunde»                                                     | Tommy Torres | 4:58     |  |
| 11.                           | «Disneyland»                                                                | Tommy Torres | 4:26     |  |
| 12.                           | «Corazón roto»                                                              | Tommy Torres | 5:07     |  |
| 49:16                         |                                                                             |              |          |  |

- Datos: Q21007203